# 郭味蕖
郭味蕖（1908年2月15日—1971年12月21日），原名忻，后改慰劬、味蘧、味蕖，号汾阳王孙、浮翁，晚号散翁，斋号知鱼堂、二湘堂、疏园等。山东潍坊人，中国画家、美术史家、美术理论研究者。被认为是新花鸟画的开拓者，是传统花鸟画向现代转型的重要代表画家。

## 生平
幼时随家乡画家丁东斋、刘秩东习画。1929年入上海美术专科学校习西画，毕业后任教于山东省立第一乡村师范学校 。1937年入北京故宫博物院古物陈列所研习中国画，得黄宾虹指导。1951年受徐悲鸿之聘任职于中央美术学院研究部，后相继在民族美术研究所、徐悲鸿纪念馆从事理论研究。1960年任中央美院中国画讲师，1962年任中央美术学院国画系花鸟科主任。
文化大革命中被迫害，1970年被迁返潍坊。1971年12月21日在潍坊去世。1980年文化部及中央美术学院在北京八宝山革命公墓礼堂举行“郭味蕖同志追悼会”。

## 著作
其国画代表作有《鹦鹉图》《被泽之陂》《大好春光》《绿天》《银汉欲曙》《蓬莱阁下》《东风朱霞》等，出版有《知鱼堂鉴古录》《知鱼堂书画录》《宋元明清书画家年表》《中国版画史略》《艺话》《写意花鸟画创作技法十六讲》《明清四画人评传》等著作。